# Hoffmannseggia sandersonii
Hoffmannseggia sandersonii là một loài thực vật có hoa trong họ Đậu. Loài này được (Harv.) Engl. miêu tả khoa học đầu tiên.